# Curaray
Theobroma cacao
Ne doit pas être confondu avec Río Curaray.
Espèce
Classification phylogénétique
Le curaray (Theobroma cacao L. forma group curaray) est un des dix groupes de variétés (clusters) de cacaoyers (Theobroma cacao) considérées par l'étude morpho-géographique et génétique de Motomayor de 2008 comme constituant la « base » phylogénétique des essences de cacao.

## Description
Le terme « curaray » provient de la rivière péruvienne Curaray. Cette appellation provient de l'étude morpho-géographique et génétique de Motomayor de 2008, dans laquelle l'équipe de chercheurs estime déterminer que l'origine géographique de cette variété se trouve quelque part sur les rives de cette rivière. Il est intégré en cela parmi les variétés provenant du haut cours de l'Amazone, avec les variétés iquitos, nacional et contamana. Génétiquement, il est apparenté au criollo et au nacional.
Le curaray est un type de Theobroma cacao. Il est une des dix variétés « fondamentales » de cacaoyers selon l'étude de Motomayor et al. en 2008, étude tendant à devenir le nouveau standard dans la classification des cacaoyers après le traditionnel triptyque criollo, forastero, trinitario. Il s'agit d'une subdivision introduite dans l'ensemble que constituait le forastero. Mais contrairement aux autres variétés du haut cours de l'Amazone, le curaray ne s'est pas disséminé le long du fleuve, et est resté cantonné à la région amazonienne de l'Équateur.

## Production
Du fait de leur grand isolement géographique, les curarays n'ont pas jusqu'à présent fait l'objet d'une production massive.
Toutefois, cette même raison laisse penser que les curarays représentent de grandes potentialités pour de futures recherches sur l'amélioration des cacaoyers par hybridation, les capacités de ce cluster étant encore assez mal connues.